# Педалиера
Педалиерата при органа е организирана като клавиатура, на която органистът свири с краката си. Разположена е в основата на шпилтиша. Диапазонът на педалите обхваща обикновено 2 – 2,5 октави. Могат да бъдат подредени както паралелно, така и радиално. Освен при органите, педалиера има и при карийоните.
Броят на педалите варира според периода и предназначението на инструмента. При ранните органи от Ренесанса броят им е 13 (една октава). При тях педалите са окачени, т.е. за тях няма отделни регистри и служат за задържане на дълги басови тонове, неудобни за просвирване от мануалите. Бароковият тип педалиера най-често е с 23, 25 или 27 педала (в редки случаи и с повече), като тук вече за тях има отделни регистри, тъй като се разширява ролята им; появяват се и педални сола. Педалиерата при органа от епохата на Романтизма е с 30 или 32 педала, разположени най-често радиално, за разлика от по-ранните инструменти, при които педалиерата е с успоредни педали.
Педалите произвеждат басовите тонове – предимно 8' и 16' регистри, а при по-големите органи в педалиерата са диспонирани и 32' (в иключително редки случаи и 64'). При композициите за орган регистрите на педалите транспонират мелодията на октава по-ниско, което създава силната основа, върху която се гради композицията. При хоралите (когато мемата е в педала) и при кантус фирмус най-често се използват високи регистри – 8' и 4'.
Наличието на педалиера при органите позволява развитие на по-богатата звучност при органа – органистът може да свири едновременно с три различни тембъра, а при фугите един от гласовете задължително е в педала. Поради тази причина при партитурите писани за орган, когато композицията го изисква, има трето петолиние за педалите, започващо с ключ фа.
Както при клавишите на мануалите, така и при педалите, силата на натиска, който органистът упражнява, не е от значение за силата на звука.
Педали, организирани по същия начин, се срещат и при някои видове клавиоргануми. При тях педалите служат за просвирване на органовата част от тези инструменти.

## Видове
- Паралелна
- Радиална
- Радиална